# Cirillo Perron
Don Cirillo Perron (pron. fr. AFI: [peʁɔ̃]) (Valtournenche, 23 settembre 1912 – Aosta, 2 ottobre 1996) è stato un presbitero e alpinista italiano attivo a Courmayeur.
Nel 2015 è stato riconosciuto tra i Giusti tra le Nazioni per aver salvato un bambino ebreo tenendolo con sé tra il 1943 e il 1945 e presentandolo come proprio nipote.

## Biografia
Fu chiamato giovanissimo a guidare la Chiesa di San Pantaleone a Courmayeur dove fu parroco per cinquant'anni (dal 25 gennaio 1939 al 19 novembre 1989), attraversando il periodo difficile della seconda guerra mondiale, durante la quale in più di un'occasione seppe proteggere la comunità dalle rappresaglie nazi-fasciste e vigilare sulla incolumità fisica e morale dei parrocchiani. Riuscì a far liberare dieci prigionieri trattando con il podestà, così come riuscì ad evitare che i nazisti mettessero in atto una rappresaglia contro i partigiani di Dolonne. Grazie a lui arrivavano vagoni di farina e cereali per la popolazione.
Stimato dagli abitanti del paese come da generazioni di villeggianti a Courmayeur e nelle numerose frazioni, in particolare Planpincieux, dove si recava a celebrar messa nel periodo estivo, è ricordato anche per la passione per l’alpinismo che lo portava a officiare i riti in alta quota. Per onorare un voto, fece costruire la statua della Regina Pacis sulla vetta del mont Chétif, salì ben ventun volte sul Dente del Gigante, l’ultima per il suo 75º compleanno). Non a caso lo Sci Club di Courmayeur lo annovera tra i riferimenti principali della prima generazione di maestri di sci e tra chi ha contribuito maggiormente a formare i giovani della zona verso lo sci e l’alpinismo, mentre la Società Guide di Courmayeur lo ha eletto guida onoraria. 

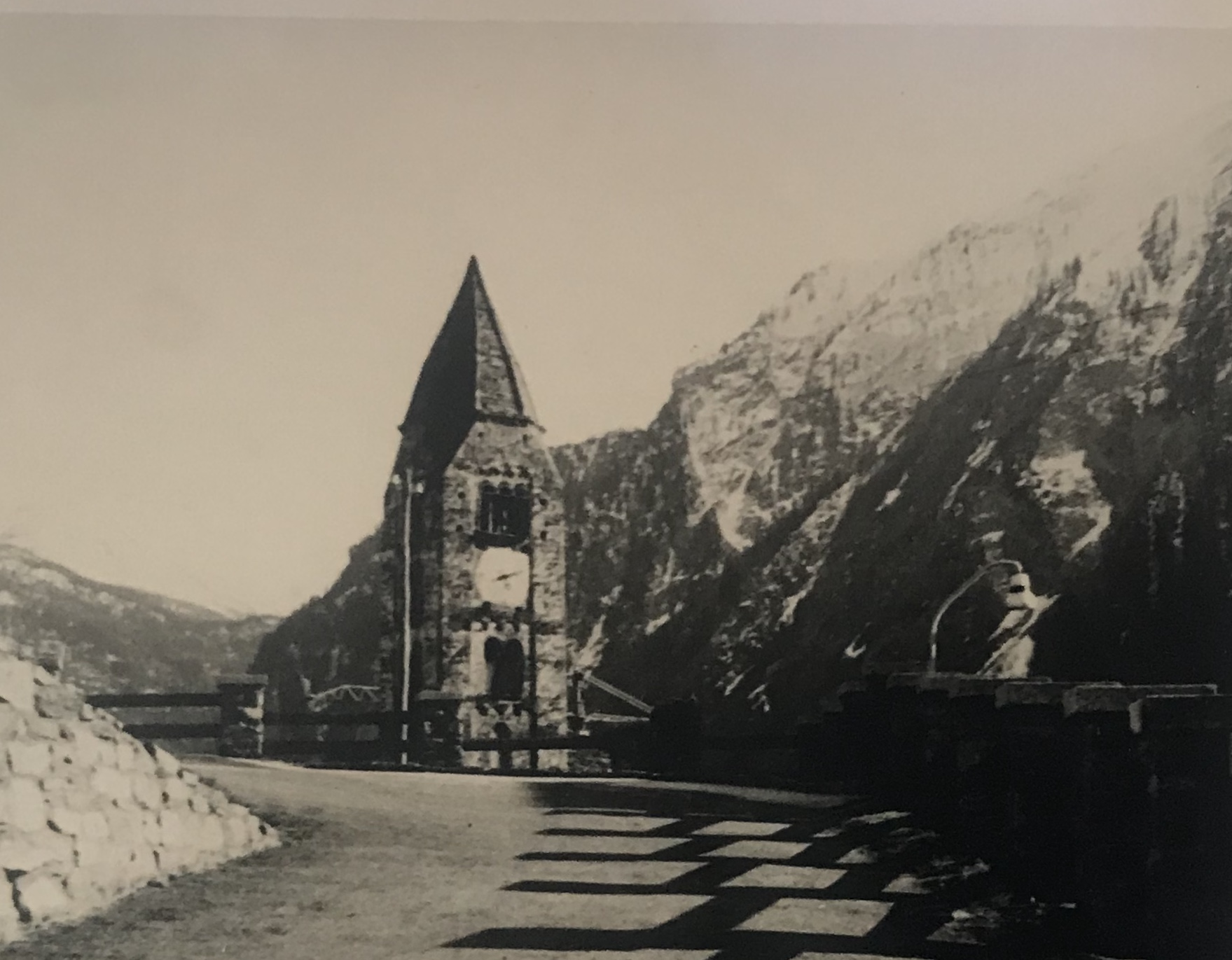
Il campanile di San Pantaleone a Courmayeur negli anni sessanta del Novecento

In tempi più recenti la sua semplice figura di parroco di montagna ha ricevuto molta attenzione da parte dei media in seguito alla divulgazione della storia di un suo atto di coraggio. Nel dicembre del 1943, salvò un bambino ebreo di Saluzzo, Giulio Segre (1936-2015), che si trovava in fuga verso la Svizzera con i propri genitori. La fuga non riuscì a causa dell’impossibilità di valicare il Col Ferret per la troppa neve; i genitori dovettero quindi ripiegare a valle e lasciarono il figlio al parroco che lo tenne con sé tra il 1943 e il 1945, presentandolo alla comunità come proprio nipote. I dettagli della vicenda, narrati in un manoscritto rimasto a lungo inedito, sono stati pubblicati nel 2012 da quel bambino divenuto adulto e mosso da un debito di riconoscenza.
Gli ultimi anni del «parroco alpinista», ormai in pensione, trascorsero con la sorella Ottilia a Saint-Pierre, dove rimase fino alla morte avvenuta il 2 ottobre 1996. È interrato nel cimitero di Courmayeur.

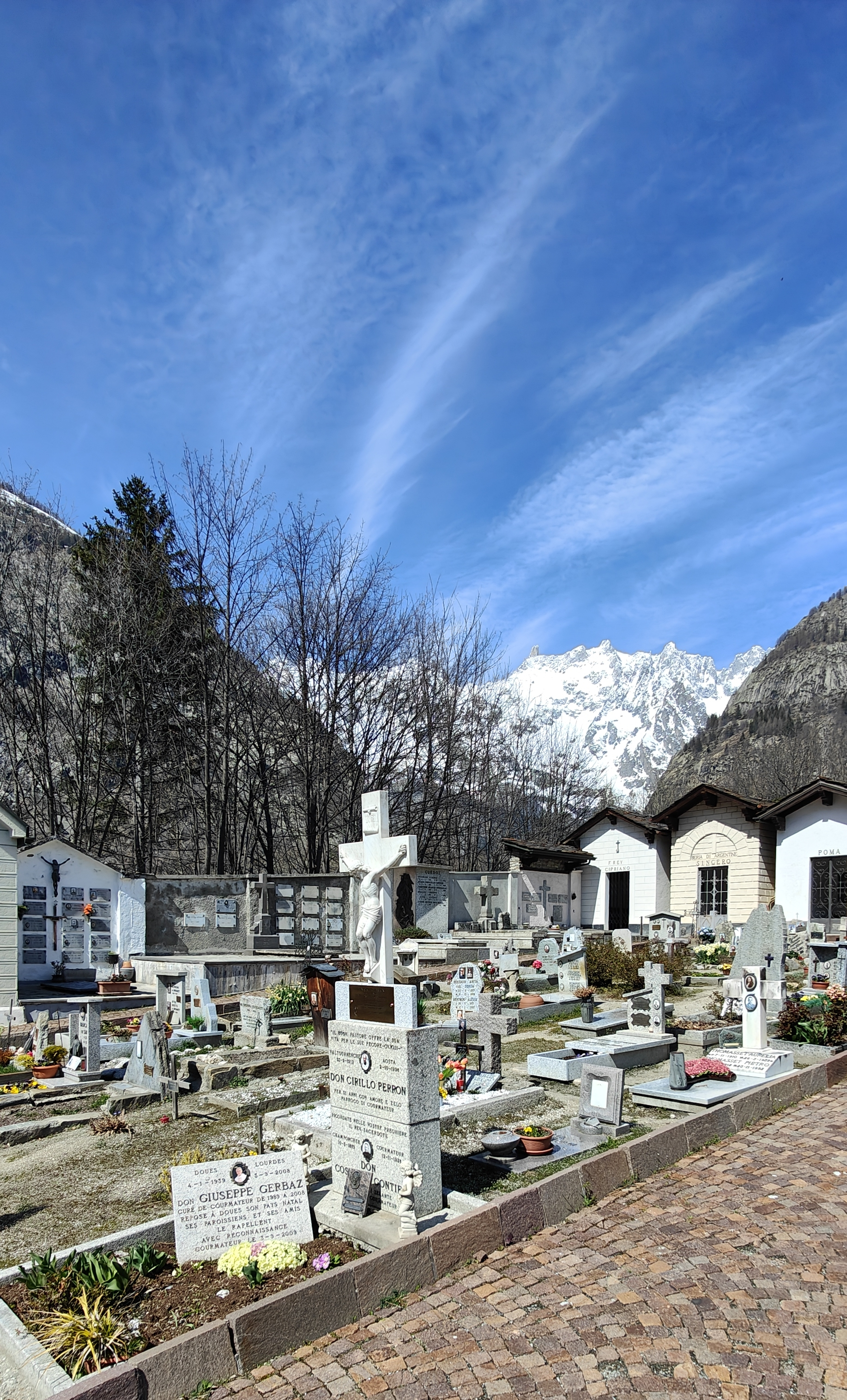
La tomba a Courmayeur di don Cirillo Perron, in alto, visibile il versante italiano del Dente del Gigante

## Riconoscimenti
Nel 2015 si sono concluse le pratiche avviate dal Centro di documentazione ebraica contemporanea di Milano presso il Memoriale ufficiale di Israele, lo Yad Vashem, e il 27 maggio 2015 durante una cerimonia nel Municipio di Courmayeur la memoria di Don Cirillo è stata onorata dalla medaglia di "Giusto tra le Nazioni" consegnata al nipote, questa volta naturale (don Donato Perron). 

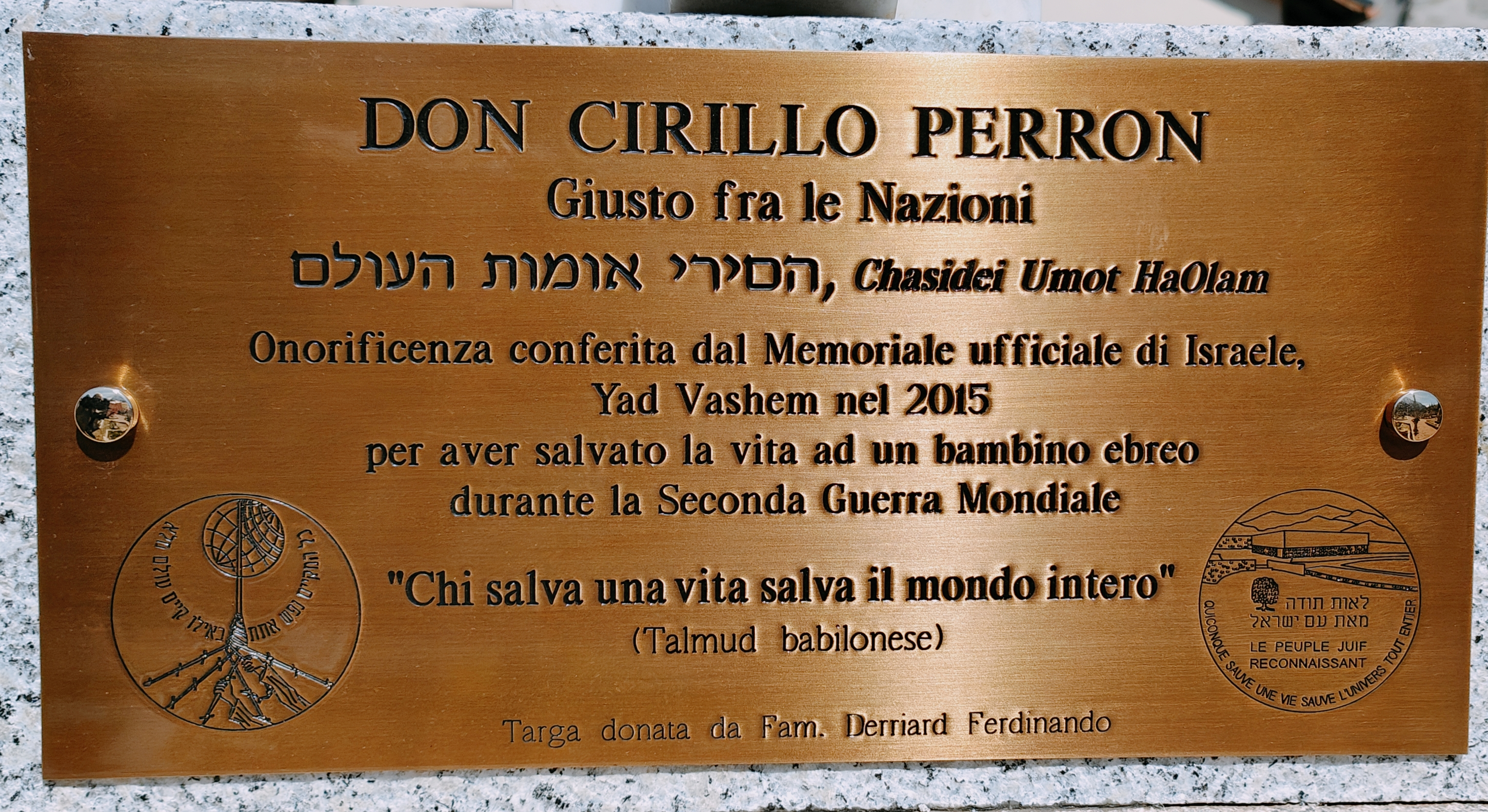
La targa commemorativa Giusto fra le Nazioni affissa sulla tomba al cimitero di Courmayeur

Presso la casa comunale di Courmayeur, un cippo con una lapide commemorativa, voluta dalla giunta comunale il 27 gennaio 2017, lo ricorda e gli rende omaggio.